# کوناژوو-سواوکی
کوناژوو-سواوکی (به لهستانی:  Konarzewo-Sławki) یک روستا در لهستان است که در گمینا گوومین-اوشرودک واقع شده‌است.